# Parabola GNU/Linux-libre
Parabola (uradno poznana kot Parabola GNU/Linux-libre) je računalniški operacijski sistem za arhitekture x86 in MIPS64, temelječ na distribuciji Linux Arch, z uporabo izključno prostega programja. Vsebuje sistemska orodja GNU in jedro Linux-libre namesto generičnega jedra Linux. Razvoj se osredotoča na enostavnost, uporabnost v skupnosti Linux in uporabi novosti v svobodnem programju. Parabola GNU/Linux-libre je v spisku Free Software Fundacije omenjena, kot operacijski sistem, ki uporablja izključno svobodno programje.